# Nijni Xúban
Nijni Xúban - Нижний Шубан (rus) - és un poble de la República del Tatarstan, a Rússia. El 2010 tenia 144 habitants.